# Wojna lamijska
Wojna lamijska – konflikt zbrojny pomiędzy Atenami a Macedonią w latach 323–322 p.n.e.

## Przebieg
Na wieść o śmierci Aleksandra Wielkiego (323 p.n.e.) sprzeciwiające się macedońskiej hegemonii stronnictwo Demostenesa w Atenach zorganizowało powstanie pod hasłem „wolności wszystkich Hellenów”. Dzięki pieniądzom przywiezionym przez skarbnika Harpalosa udało się Ateńczykom zorganizować armię najemną, ponadto do działań włączyła się też ateńska flota.
W początkowym okresie Ateńczycy oblegli wojska Antypatra w mieście Lamia, stąd konflikt ten nazwano wojną lamijską. Jednakże, gdy powróciły z Persji oddziały Kraterosa, Grecy zostali pokonani i zmuszeni do kapitulacji.
Po porażce Ateny zostały zmuszone do wypłaty odszkodowania, a w mieście stacjonować miał odtąd macedoński garnizon. Konsekwencją wojny lamijskiej było też rozwiązanie Związku Korynckiego.